# منتصلة
مُنْتَصِلَة أو أكروموباكتر(بالإنجليزية: Achromobacter)‏ هي جنس من البكتيريا، سلبية الغرام، تتبع المقليات.

## أصنوفات
الأصنوفات الأدنى لهذا الكائن:
- كود سباركل
- تحديث القائمة

نوع:منتصلة أوباي 
اسم علمي: Achromobacter obae

نوع:منتصلة بياشوية 
اسم علمي: Achromobacter piechaudii

نوع:منتصلة حلاء 
اسم علمي: Achromobacter lyticus

نوع:منتصلة رئوية 
اسم علمي: Achromobacter pulmonis

نوع:منتصلة رضيخية حلقية 
اسم علمي: Achromobacter cycloclastes

نوع:منتصلة روهلاندية 
اسم علمي: Achromobacter ruhlandii

نوع:منتصلة صانعة للمرضى 
اسم علمي: Achromobacter aegrifaciens

نوع:منتصلة عدسية موسيكية 
اسم علمي: Achromobacter mucicolens

نوع:منتصلة غير لطيفة 
اسم علمي: Achromobacter insuavis

نوع:منتصلة فقيرة الدم 
اسم علمي: Achromobacter animicus

نوع:منتصلة قليلة 
اسم علمي: Achromobacter spanius

نوع:منتصلة كحولية 
اسم علمي: Achromobacter spiritinus

نوع:منتصلة كليفلاندية 
اسم علمي: Achromobacter clevelandea

نوع:منتصلة ماربلاتينية 
اسم علمي: Achromobacter marplatensis

نوع:منتصلة مؤكسدة الزرنيخيت 
اسم علمي: Achromobacter arsenitoxydans

نوع:منتصلة مؤكسدة الزيلوز 
اسم علمي: Achromobacter xylosoxidans

نوع:منتصلة مؤلمة 
اسم علمي: Achromobacter dolens

نوع:منتصلة مقلقة 
اسم علمي: Achromobacter anxifer

نوع:منتصلة ملتهمة الكولين 
اسم علمي: Achromobacter cholinophagum

نوع:منتصلة نادرة 
اسم علمي: Achromobacter insolitus

نوع:منتصلة نازعة للنترات 
اسم علمي: Achromobacter denitrificans

نوع:Achromobacter agilis 
اسم علمي: Achromobacter agilis

نوع:Achromobacter aloeverae 
اسم علمي: Achromobacter aloeverae

نوع:Achromobacter deleyi 
اسم علمي: Achromobacter deleyi

نوع:Achromobacter kerstersii 
اسم علمي: Achromobacter kerstersii

نوع:Achromobacter pestifer 
اسم علمي: Achromobacter pestifer

نوع:Achromobacter sediminum 
اسم علمي: Achromobacter sediminum